# Óblast autónomo Hebreo

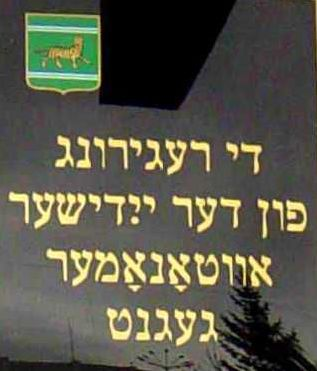
Placa de la sede gubernamental del Óblast Autónomo Judío con inscripción en yidis.

El Óblast Autónomo Hebreo, también llamado Óblast Autónomo Judío es la única entidad federal rusa definida como óblast autónomo y que, junto con los cuarenta y ocho óblast, veinticuatro repúblicas, nueve krais, cuatro distritos autónomos y tres ciudades federales, conforman los ochenta y nueve sujetos federales de la Federación de Rusia. Su capital y centro administrativo es Birobidzhán. Está ubicado en el distrito federal de Extremo Oriente y limita al norte con Jabárovsk, al este y sur con China y al oeste con Amur.
El artículo 65 de la Constitución de Rusia de 1993 establece que el OAH queda como único óblast autónomo de Rusia, siendo de iure una de las dos entidades territoriales judías oficiales del mundo (la otra es el Estado de Israel). Sin embargo, de los 176 558 residentes del territorio en 2010, solo 1628 eran judíos, es decir, menos del uno por ciento. El resto de habitantes del territorio, de 36 244 km² de extensión, son principalmente rusos étnicos (casi un 90  %) y ucranianos. Eso, junto a la ausencia de un gobierno local judío, la centralización de las actividades político-sociales (sobre todo después de la reforma constitucional de 2020) y la intervención de las autoridades rusas para mantener una «neutralidad étnica», que el óblast en la actualidad es considerado por muchos un proyecto histórico más que una jurisdicción autónoma o judía.

## Clima y zona horaria
El Óblast Autónomo Judío está localizado en la zona horaria de Vladivostok (VLAT/VLAST). El clima en el territorio es monzónico, con veranos cálidos y húmedos debido a la influencia de los monzones de Asia del Este; y con inviernos ventosos, secos y muy fríos, debido al anticiclón siberiano.

## Economía
La economía se basa en la minería (oro, estaño, hierro y grafito), madera, agricultura limitada y manufactura ligera (principalmente textiles y procesamiento de alimentos).

## Historia

### Los judíos en la región del Amur en el Imperio ruso
La información confiable sobre los judíos en este territorio no existe sino hasta la segunda mitad del siglo XVIII. Los que allí vivían, era una pequeña cantidad y llegaron por accidente. Las primeras comunidades judías surgieron en Siberia a principios del siglo XIX. La mayoría de los judíos siberianos eran exiliados y sus descendientes, a los que posteriormente se añadieron cantonistas retirados. Los primeros documentos de archivo sobre los judíos del Extremo Oriente se remontan a 1875, y solo había unas pocas docenas de ellos. Sin embargo, las cifras no incluían a los judíos que vivían allí ilegalmente.
A principios de la década de 1880, la proporción de judíos en la región del Amur era de aproximadamente el 2 %. En el territorio no solo hubo protestas antisemitas y pogromos característicos de la parte europea de Rusia en ese momento, sino también antisemitismo interno. El trato de las autoridades locales hacia los judíos era discriminatorio y restrictivo, en pleno cumplimiento de la legislación vigente en ese momento. En particular, se prohibió a los judíos establecerse en la franja fronteriza de 100 millas con China.
Además de las restricciones legislativas, también hubo una arbitrariedad generalizada de las autoridades locales antisemitas. Viktoria Romanova, doctora en Ciencias Históricas, afirma que en las condiciones de escasez de mano de obra y recursos financieros en Siberia y el Lejano Oriente, no había justificación razonable para la política restrictiva hacia los judíos, que no representaban ninguna amenaza ni para la población local ni para el sistema estatal.
Según el censo de 1897, de los 120 hombres judíos de la región del Amur en la categoría de "población independiente", había 10 comerciantes, 9 mercaderes, 41 campesinos, 26 militares, 11 sirvientes privados y 9 se dedicaban a la manufactura de ropa. En total, según el censo de la región del Amur, había 394 judíos (0,33 % de la población). El cargo de rabino en Jabárovsk fue desempeñado en la segunda mitad de la década de 1880 por el "judío erudito", el arquitecto principal del Departamento de Construcción y Unidades de Carreteras bajo el gobernador general del Krai de Priamurie, Samuel Yósifovich Ber.

### Preparativos para la creación de la autonomía nacional
La Revolución de Octubre de 1917 dio un nuevo impulso al desarrollo de este territorio. La abolición de la Zona de Asentamiento permitió que una gran cantidad de judíos se trasladaran a tierras libres dentro del antiguo imperio. Los bolcheviques vieron la solución de la cuestión judía en Rusia en la "sovietización" de los judíos, es decir, en desviarlos de las actividades que consideraban burguesas (finanzas, comercio, pequeñas artesanías) e introducirlos en el trabajo físico. La revolución socavó los cimientos económicos tradicionales para la existencia de la población judía, lo que fue un duro golpe para los judíos pobres de la parte europea del país, privados de sustento. Debido a que, como resultado de la guerra civil, se paralizó la industria a gran escala en Rusia, la sovietización de los judíos solo pudo realizarse a través de la "agrarización", es decir, la transformación de los judíos en campesinos. Para ello, era necesario estimular el reasentamiento de judíos en las tierras disponibles en Rusia en abundancia, vacías y aptas para la agricultura.
Lenin planteó en 1919 la creación de una unidad autónoma judía en su política nacional, mediante la cual cada grupo nacional de los que componían la Unión Soviética recibiría un territorio sobre el que tendría autonomía cultural en un marco socialista. También se buscó dar una solución a los problemas que el judaísmo, que iba en contra del ateísmo marxista; y el sionismo, el cual iba en contra de la visión soviética sobre el nacionalismo, suponían para la Unión Soviética. La idea era crear un nuevo "Sion soviético", donde una cultura judía proletaria pudiera surgir. Establecido en enero de 1918, el Comisariado Judío bajo el Comisariado del Pueblo para las Nacionalidades se comprometió, entre otras cosas, en la búsqueda de tierras libres para el reasentamiento de los judíos. La cuestión de la formación de la autonomía judía en la URSS se discutió en el Buró Político del Comité Central del Partido Comunista de la Unión desde 1923. Se creó una comisión apropiada bajo el liderazgo de Aleksandr Tsiurupa.
Con el fin de organizar y apoyar el movimiento de reasentamiento judío, en agosto de 1924, por Decreto del Presidium del Comité Ejecutivo Central de la URSS, se creó el Comité de Ordenamiento Territorial de los Trabajadores Judíos (KomZET), encabezado por Piotr Smidóvich. En diciembre del mismo año, se creó el Comité Público para la Organización de la Tierra de los Trabajadores Judíos (OZET) bajo el liderazgo de Yuri Larin. La tarea de este último era movilizar al público, principalmente extranjero, para apoyar los proyectos de gestión de la tierra.
Primero se comenzó a crear una región autónoma judía en Crimea, a la que empezaron a llegar los primeros habitantes, y en Pryazovia, el litoral del Mar de Azov.
. Sin embargo, pronto surgieron problemas entre la población autóctona y los recién llegados judíos, iniciándose ataques antisemitas y pogromos. La discriminación sufrida por la comunidad judía ocasionó que en la primavera de 1927 se eligiese como alternativa reasentar a los judíos en el Lejano Oriente y se determinó que el área de la futura región sería Birobidzhán. En agosto del mismo año, una expedición de científicos agrícolas dirigida por Borís Lvóvich Bruk, en la que había también representantes del KomZET y de la OZET, evaluó positivamente las perspectivas de la zona para un futuro asentamiento.
La teoría de Stalin sobre la cuestión nacional era que un grupo solo podía ser nación si tenía un territorio y, como no había un territorio judío, los judíos no eran una nación ni tenían derechos como tal. Los comunistas de origen judío argumentaban que la manera de resolver tal dilema ideológico era creando un territorio judío, de ahí la motivación para formar un Óblast Autónomo Judío. Políticamente hablando, se quería crear una patria judía dentro de la URSS como alternativa al sionismo y a la teoría de sionistas socialistas como Dov Ber Borojov que afirmaba que la "cuestión judía" se podía resolver creando un territorio judío en Palestina.
Gennady Kostirchenko escribió en su obra «La política secreta de Stalin. El poder y el antisemitismo»:

… El hecho de que la autonomía judía de Crimea nunca se estableciese se debe principalmente a que ya en la primavera de 1927 se eligió como alternativa reubicar a los judíos en el Lejano Oriente. Esta versión de la solución de la cuestión judía en la URSS le pareció entonces óptima a la dirección estalinista, especialmente en términos de propaganda.

De esta manera, se resolvió radicalmente el problema de encontrar trabajo para decenas de miles de comerciantes, artesanos y artesanos judíos que quebraron y se encontraron desempleados como resultado de la política de restricción de la Nueva Política Económica, y la gravedad del antisemitismo al reasentarse los judíos de la parte europea urbanizada a un área casi desierta, por el contrario, disminuyeron. Los partidarios activos del proyecto del Lejano Oriente fueron el presidente de la CCA, Mijaíl Kalinin, y el presidente de KomZET, Pyotr Smidovich. El jefe de OZET, Yuri Larin, se opuso a esta opción, creía que las difíciles condiciones naturales y el importante aislamiento de las regiones centrales eran de poca utilidad para la gente del pueblo que se estaba cambiando a la agricultura por primera vez.
Otra meta importante del proyecto de Birobidzhán era incrementar el número de asentamientos humanos en el Lejano Oriente soviético, especialmente a lo largo de la vulnerable frontera con China. Los asentamientos se organizaron en el área después de que comenzara la revolución en 1925. Según el censo de fines de 1926, la población del distrito era de 34.195 habitantes, incluidos 30.417 rusos, 3178 coreanos y 600 autóctonos.
En 1928, prácticamente no había asentamientos en el área, mientras que los judíos tenían raíces profundas en la parte occidental de la Unión Soviética, en Ucrania, Bielorrusia y la propia Rusia (la antigua Zona de Asentamiento). De hecho, inicialmente había propuestas de crear una República Soviética Judía en Crimea o en partes de Ucrania, pero se rechazaron por temor al rechazo entre los gentiles de esas zonas.
El 28 de marzo de 1928, el Presidium del Comité Ejecutivo Central de la URSS adoptó una resolución “Sobre la asignación a KomZET para las necesidades del asentamiento continuo de tierras libres para trabajadores judíos en la zona del Amur del Territorio del Lejano Oriente”  en la cantidad de aproximadamente 4,5 millones de hectáreas. En abril-mayo de 1928, los trenes con los primeros colonos judíos comenzaron a llegar a la estación de Tikhonkaya. El 7 y 8 de julio de 1928, se creó el primer consejo de la aldea judía "Birefeld" en el área del campo experimental de Birsk y varios asentamientos en el área de Ekaterino-Nikolsky.
El Óblast Autónomo Judío fue fundado en 1928 como "Distrito Nacional Judío". El idioma oficial sería el yidis, en lugar del idioma hebreo, y las nuevas artes y literatura socialistas reemplazarían finalmente al judaísmo como expresión de cultura.
Birobidzhán fue importante para los propósitos propagandísticos contra el sionismo, que era una doctrina que rivalizaba con el marxismo entre los judíos izquierdistas. El impacto de la propaganda fue tan efectivo que miles de judíos emigraron hacia Birobidzhán incluso desde fuera de la Unión Soviética, incluyendo a algunos que ya estaban establecidos en los kibutz de Palestina.
La geografía y el clima de Birobidzhán eran extremos, y los nuevos pobladores tendrían que reconstruir sus vidas desde el principio. A pesar de las dificultades, un pequeño flujo migratorio de judíos comenzó a llegar a la región. Para los años 30, el Distrito Nacional Judío ascendió al estatus de región autónoma y una propaganda masiva estaba ya en marcha para incitar a más pobladores judíos a establecerse allí. Algunos de estos avisos incluían los elementos típicos de la propaganda soviética del momento, la cual incluía pósteres y novelas en yidis describiendo la utopía social allí. Otros métodos utilizados para la promoción de la región fueron, por ejemplo, la distribución de volantes que fueron arrojados desde un aeroplano sobre un barrio judío de Minsk, en la RSS de Bielorrusia. En otra ocasión, una película en yidis producida por el gobierno llamada Buscadores de la Felicidad, narraba la historia de una familia de judíos estadounidenses que había huido de la Gran Depresión para asentarse en Birobidzhán.
De acuerdo con un censo de población de 1939, la población de origen judío instalada en la región ascendía a 17.695 personas, lo que para entonces suponía un 16 % del total. A medida que la población judía crecía también creció el impacto de la cultura yidis en la región. Se creó un diario en yidis, una compañía de teatro y se construyeron calles en la nueva ciudad, nombradas en homenaje a destacados autores en lengua yidis, como Sholom Aleichem y Isaac Leib Peretz.
Durante la Gran Guerra Patria, 6 700 habitantes de Birobidzhán fueron llamados a fila para combatir con el Ejército Rojo. Después de esta, catorce residentes recibieron el título honorario Héroe de la Unión Soviética y cuatro la Orden de la Gloria.

### Tras el Estado de Israel

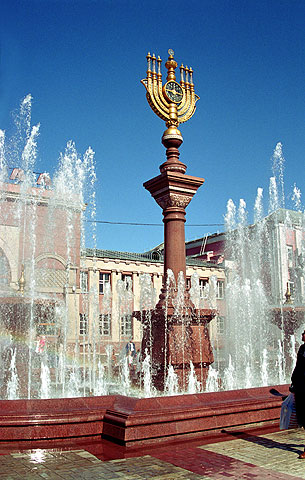
Plaza central de Birobidzhán.

Tras la Segunda Guerra Mundial, resurgió la idea de crear en Birobidzhán un posible hogar para los refugiados judíos. Para entonces, la población judía de la región creció hasta alcanzar casi la tercera parte del total. Pero tales esfuerzos terminaron al crearse el Estado de Israel en 1948. Durante los años que siguieron, se olvidó por completo la idea de una comunidad autónoma judía en ese óblast. El censo de 1959, a seis años después de la muerte de Stalin y a once de la fundación del Estado de Israel, revela que la población judía comprendía no más de 14.269 individuos.

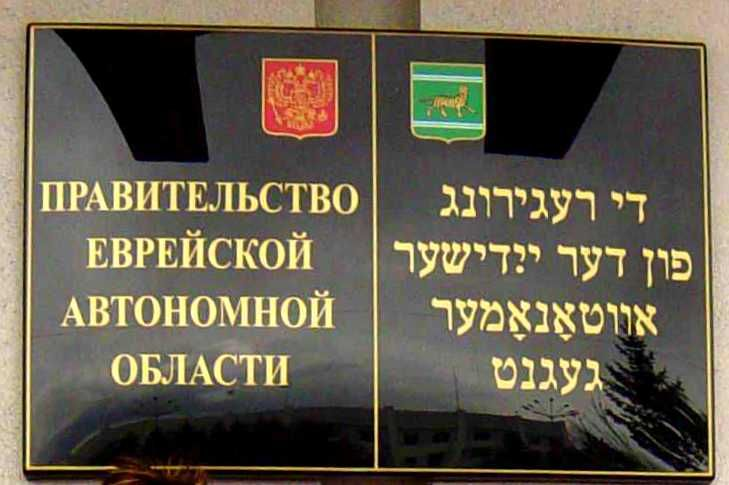
Placa bilingüe de la sede del gobierno del Óblast Autónomo Judío. Derecha: yidis; izquierda: ruso.

Con la disolución de la URSS y las nuevas políticas de emigración, la mayor parte de la población judía que quedaba en el país partió hacia Alemania e Israel. En 1991, el Óblast Autónomo Judío fue transferido desde la jurisdicción del krai de Jabárovsk a la federal, pero para entonces, la mayoría de los judíos se habían ido de ahí y ya representaban menos del 2  % de la población. Aun así, el yidis se ha vuelto a enseñar en las escuelas, hay un periódico en yidis y todavía una estación de radio activa en ese idioma.
En 2003 se publicó el documental llamado ¡Lejayim, camarada Stalin! sobre la creación del Óblast Autónomo Judío y el asentamiento de una colonia judía. Además de contar la creación de la propuesta como patria judía, también recrea escenas de la actual Birobidzhán y entrevistas con residentes judíos de la región.

## División administrativa

Distritos del Óblast Autónomo Judío

El Óblast Autónomo Judío consiste de los siguientes distritos:
1. Birobidzhanski (Биробиджанский)
2. Léninski (Ленинский)
3. Obluchenski (Облученский)
4. Oktyabrski (Октябрьский)
5. Smidóvichski (Смидовичский)

## Demografía
Población (2002): 190.915
Grupos étnicos: según el censo de 2002, el grupo étnico ruso, con 171 697 personas (89,9  %), constituye el grupo más grande, seguido por ucranianos, con 8 403 personas (4,4  %), judíos, con 2.327 personas (1,22  %), tártaros, con 1 196 personas (0,63  %) y bielorrusos, con 1 182 personas (0,62  %). Los residentes se identifican a sí mismos como pertenecientes a 95 grupos étnicos diferentes.